# Curimopsis carniolica
Curimopsis carniolica là một loài bọ cánh cứng trong họ Byrrhidae. Loài này được Ganglbauer miêu tả khoa học năm 1902.